# مفقد الشهية

المفقد للشهية أو الفاقد للشهية أو القهم أو القهمي أو المقهم (بالإنجليزية: anorectic أو anorexic أو anorexigenic أو anorexiant أو appetite suppressant)‏ هو المكمل الغذائي أوالدواء الذي يقلل الشهية مما يقلل استهلاك الطعام ويؤدي إلى فقدان الوزن.
بالضد من مفقد الشهية، فإن الدواء الذي يزيد الشهية يدعى بالمشهي (بالإنجليزية: orexigenic أو appetite stimulant)‏.

## أمثلة على الأدوية المفقدة للشهية
امفيتامين - فيفلورامين